# اتحاد فرانک و مغول

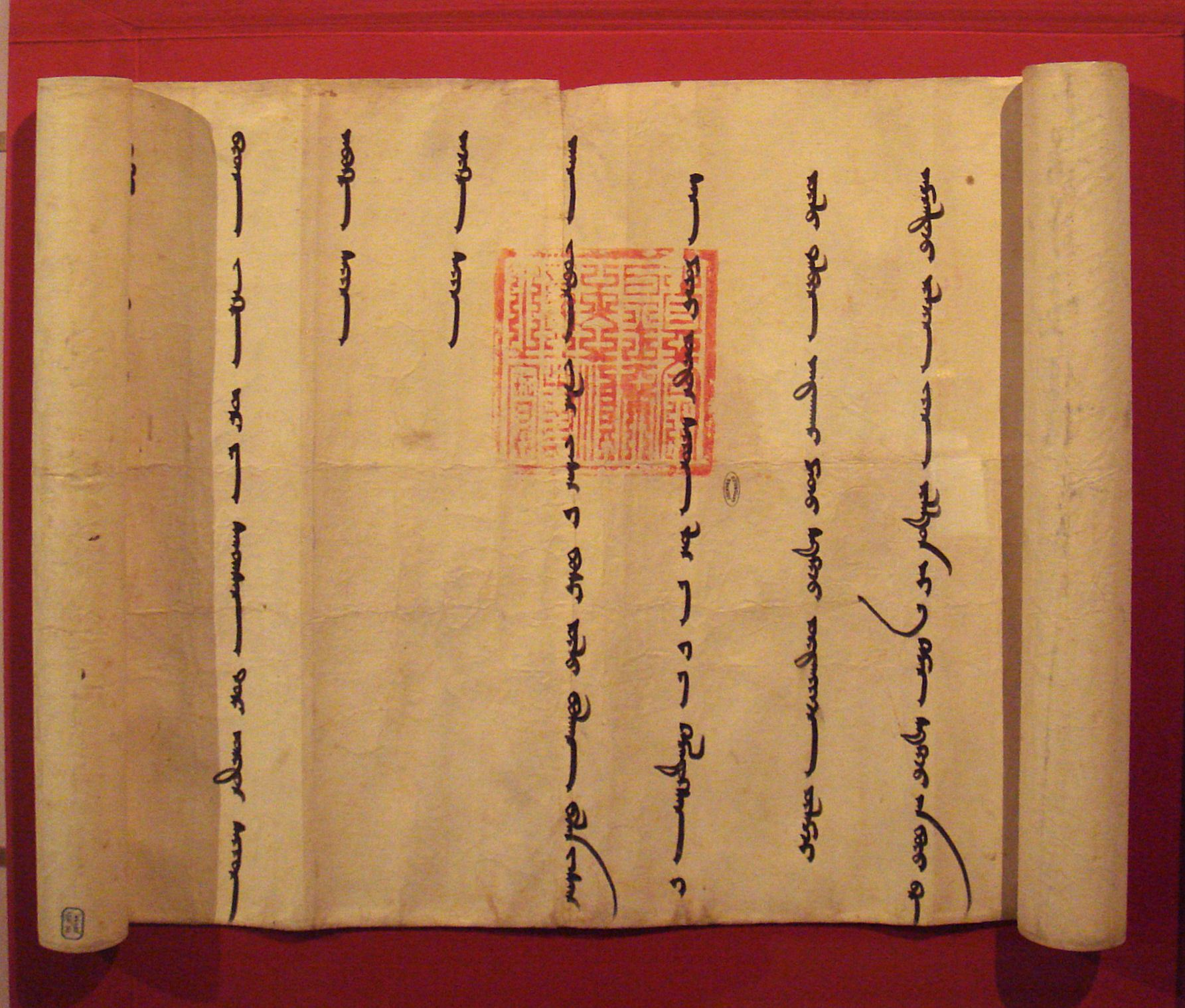
نامه ۱۳۰۵ (با ابعاد ۳۰۲ در ۵۰ سانتی‌متر) از ایلخان مغول محمد خدابنده به پادشاه فیلیپ چهارم فرانسه، که پیشنهاد همکاری نظامی را می‌دهد.

تلاش‌های بسیاری برای اتحاد فرانک‌ها و مغول‌ها در سده سیزدهم میلادی بر ضد دشمن مشترک آن‌ها، خلافت‌های اسلامی، توسط رهبران صلیبی فرانکی و امپراتوری مغول انجام گرفت. چنین اتحادی ممکن است یک انتخاب بدیهی به نظر برسد: مغول‌ها با توجه به حضور مسیحیان نسطوری در دربار مغول از قبل با مسیحیت همدل بودند. فرانک‌ها (ساکنان غرب اروپا و آن‌هایی که در دولت‌های صلیبی شام بودند) تا حدودی به خاطر افسانه دیرپای اسطوره‌ای یوحنای کشیش، پادشاه شرقی که بسیاری باور داشتند روزی به کمک صلیبیون در سرزمین مقدس خواهد آمد، با ایده حمایت از شرق موافق بودند. مسلمانان نیز دشمن مشترک فرانک‌ها و مغول‌ها بودند. با این وجود، علی‌رغم پیام‌ها، هدیه‌ها و فرستادگان متعدد در طول چند دهه، این اتحاد که اغلب پیشنهاد می‌شد هرگز به نتیجه نرسید.
تماس‌های اروپاییان و مغولان در حدود سال ۱۲۲۰ میلادی آغاز شد و پیام‌های گاه و بیگاه پاپ و پادشاهان اروپایی به رهبران مغول مانند خان بزرگ و متعاقباً به ایلخانان در ایرانِ تحت حکومت مغول ارسال می‌شد. ارتباطات از یک الگوی مکرر پیروی می‌کرد: اروپایی‌ها از مغول‌ها می‌خواستند به مسیحیت غربی روی آورند، در حالی که مغولان با تقاضای تسلیم و ادای احترام بدان‌ها پاسخ می‌دادند. مغول‌ها پیش از این بسیاری از کشورهای مسیحی و مسلمان را در سراسر آسیا فتح کرده بودند و پس از نابودی نزاریان الموت و دودمان‌های مسلمان عباسیان و ایوبیان، برای چند نسل بعدی با قدرت اسلامی باقی‌مانده در منطقه یعنی مملوکان مصری مبارزه می‌کردند. هتوم یکم، پادشاه ملت مسیحی ارمنستان کیلیکیه، در سال ۱۲۴۷ تسلیم مغول‌ها شد و سایر پادشاهان را به مشارکت در اتحاد مسیحیان و مغولتم تشویق کرد، اما تنها توانست داماد خود، شاهزاده بوهموند ششم از دولت صلیبی انطاکیه را متقاعد کند که در سال ۱۲۶۰ تسلیم شد. دیگر رهبران مسیحی مانند صلیبیون عکا نسبت به مغول‌ها بی‌اعتمادتر بودند و آن‌ها را به عنوان مهم‌ترین تهدید در منطقه تلقی می‌کردند؛ بنابراین بارون‌های عکا در یک اتحاد غیرعادی با مملوک‌های مسلمان شرکت کردند و به نیروهای مصری اجازه دادند بی‌مخالفت از طریق سرزمین‌های صلیبی برای درگیری با مغولان و شکست آن‌ها در نبرد محوری عین جالوت در سال ۱۲۶۰ پیشروی کنند.
دیدگاه اروپاییان دربارهٔ مغولان در اواسط دهه ۱۲۶۰ از دشمنانی که باید از آن‌ها ترسید به متحدان احتمالی علیه مسلمانان تبدیل شد. مغولان تلاش کردند از این امر استفاده کنند و در ازای همکاری اورشلیم را پس از فتح به اروپایی‌ها بدهند. تلاش‌ها برای تحکیم اتحادیه از طریق مذاکره با بسیاری از رهبران ایلخانان مغول در ایران، از بنیانگذار آن هولاکو تا نوادگانش اباقا، ارغون، غازان و اولجایتو ادامه یافت، اما به موفقیت نرسید. مغول‌ها در میان سال‌های ۱۲۸۱ تا ۱۳۱۲ چندین بار به سوریه حمله کردند که گاه در تلاش برای عملیات مشترک با فرانک‌ها بود، اما مشکلات لجستیکی قابل توجهی به این معنی بود که نیروها با فاصله ماه‌ها از راه می‌رسیدند، اما هرگز نمی‌توانستند فعالیت‌ها را به نحو مؤثری هماهنگ کنند. امپراتوری مغول سرانجام در جنگ داخلی فروپاشید و مملوک‌های مصر با موفقیت تمام فلسطین و سوریه را از صلیبیون پس گرفتند. پس از سقوط عکا در ۱۲۹۱، صلیبیون بازمانده به جزیره قبرس عقب‌نشینی کردند. آن‌ها آخرین تلاش خود را برای ایجاد یک پل ارتباطی در جزیره کوچک ارواد در ساحل طرطوس انجام دادند اما در تلاش برای هماهنگی عملیات نظامی با مغولان دوباره شکست خوردند و مسلمانان با محاصره جزیره به آن پاسخ دادند. با سقوط ارواد در سال ۱۳۰۲، صلیبیون آخرین پایگاه خود را در سرزمین مقدس از دست دادند.
تاریخ‌نگاران امروزی در مؤثر بودن اتحاد میان فرانک‌ها و مغول‌ها در تغییر موازنه قدرت در منطقه و عاقلانه بودن انتخاب اروپاییان در حال بحث هستند. مغول‌ها به طور سنتی تمایل داشتند که گروه‌های خارجی را یا به عنوان تابع یا به عنوان دشمن ببینند و فضای کمی در میانه این بازه برای مفهومی مانند متحد وجود داشت.